# المركز الدولي للزراعة الملحية
المركز الدولي للزراعة الملحية «إكبا» هو مركز غير ربحي دولي يختص بالبحوث الزراعية تم تأسيسه في عام 1999. يقوم المركز بتنفيذ برامج بحثية وتنموية الهدف منها تعزيز الإنتاجية الزراعية واستدامتها في البيئات المالحة والهامشية.
ويعد الابتكار من أهم المبادئ الأساسية لعمل المركز حيث أنه يتناول المنهج البحثي متعدد الجوانب وذلك لإيجاد الحلول للتحديات المرتبطة بالمياه والبيئة والدخل والأمن الغذائي كما تشمل أبحاث مبتكرة في مجالات تقييم الموارد الطبيعية، والتكيف مع التغيرات المناخية، وإنتاجية المحاصيل وتنويعها، والزراعة المائية، والطاقة الحيوية، وتحليل السياسات.
ويهدف المركز لتحقيق أهداف التنمية المستدامة في العالم (SDG1، 7، 12 & 13) عبر العمل على تطوير العديد من التقنيات التي تشمل استخدام المياه التقليدية وغير التقليدية (ومنها المياه المالحة، والمياه العادمة المعالجة، والمياه الصناعية، ومياه الصرف الزراعي، ومياه البحر) وتقنيات إدارة المياه والأراضي، والاستشعار عن بُعد، ونمذجة التكيف مع التغير المناخي.
ومنذ خمسة سنوات تعاون المركز مع الجامعات الأميركية في أبحاث الفضاء، وذلك من خلال استخدام بيانات علمية لتزويد الدول بمعلومات وخرائط تفسر لهم التغير المناخي في الوقت الحالي والمستقبلي، وويعمل لديهم 7 خبراء في مجال تفسير التغيير المناخي.ويقوم المركز بالشراكة مع وزارة التغير المناخي والبيئة بأبحاث تتعلق بالزراعة المائية على أساسها جرى إدخال تكنولوجيا «النت هاوس» وهي بيوت محمية بنظام الزراعة المائية «الزراعة من دون تربة»، وتساعد هذه التكنولوجيا في خفض استهلاك المياه في زراعة الخضراوات بنسبة 75%.

## تاريخ المركز
وضع مخطط الأهداف والأنشطة للمؤسسة بعد التشاور مع عدة خبراء وجرى اعتماده من قِبل البنك الإسلامي للتنمية في عام، حيث أعلنت مجلس الإدارة التنفيذية للبنك الإسلامي للتنمية في أكتوبر/تشرين الأول من ذلك العام عن موافقته على تمويل عمليات إقلاع المركز.
وكانت نتيجة المشاورات بين البنك والأمانة العامة لمجلس التعاون لدول الخليج العربية اختيار دولة الإمارات العربية المتحدة لتكون البلد المضيف للمركز الجديد.
وبحلول عام 1996، عُقد اتفاق بين البنك الإسلامي للتنمية وحكومة دولة الإمارات العربية المتحدة، لتأسيس المركز الدولي للزراعة الملحية «إكبا» واعتباره كياناً رسمياً.

## مواقع عمل المركز
يعد «إكبا» من المنظمات البحثية الدولية القليلة في العالم التي تعمل على نظم الإدارة المعنية بالتحديات الزراعية في البيئات الهامشية التي تعاني من معوقات فيزيائية-حيوية واجتماعية-اقتصادية.
ومنذ قيامه يعمل بالشراكة مع منظمات وطنية وإقليمية ودولية على تنفيذ برامج في أكثر من 30 بلداً حول العالم بما فيها دول مجلس التعاون الخليجي، والشرق الأوسط وشمال أفريقيا، ومنطقة وسط آسيا والقوقاز، ومنطقة جنوب وجنوب شرق آسيا، وعدة دول أفريقية جنوب الصحراء.

## مجلس الإدارة
| أعضاء المجلس               | المنصب                                                                          |
| -------------------------- | ------------------------------------------------------------------------------- |
| د. أسمهان الوافي           | المدير العام                                                                    |
| د. رين وانج                | المستشار الخاص لرئيس معهد بكين للجينوم                                          |
| أورسيولا شافر بريوس        | الرئيسة السابقة للشراكة العالمية للمياه                                         |
| البروفيسور كوينتين جرافتون | رئيس أكاديمي، رئيس شؤون الحوكمة الاقتصادية والمياه العابرة للحدود لدى اليونيسكو |
| د.كانايو نوانزي            | الرئيس الرابع للصندوق الدولي للتنمية الزراعية                                   |
| محمد سيف السويدي           | المدير العام لصندوق أبوظبي للتنمية                                              |
| محمد جمال الساعاتي         | مدير مكتب الرئيس، مجموعة البنك الإسلامي للتنمية                                 |
| رزان خليفة المبارك         | العضو المنتدب لهيئة البيئة – أبوظبي                                             |
| د.عبد الوهاب زايد          | مستشار زراعي، وزارة شؤون الرئاسة في دولة الإمارات العربية المتحدة               |
| عيسى عبد الرحمن الهاشمي    | رئيس مركز الأمن الغذائي، رئاسة الوزراء بحكومة الإمارات العربية المتحدة          |

## الجهات الراعية للمركز

### الجهات الرئيسية الداعمة
- الأمن الغذائي- الإمارات.
- هيئة البيئة – أبو ظبي.
- البنك الإسلامي للتنمية.

### الهيئات الثنائية والمتعددة الأطراف والشركاء
- مركز خدمات المزارعين في أبوظبي
  - جهاز أبوظبي للرقابة الغذائية
  - بلدية أبوظبي
  - المجموعة الأمريكية للتمويل
  - عجمان للصرف الصحي
  - الهيئة العربية للاستثمار والإنماء الزراعي
  - المصرف العربي للتنمية الاقتصادية في أفريقيا (باديا)
  - الصندوق العربي للإنماء الاقتصادي والاجتماعي (الصندوق العربي)
  - المجلس العربي للمياه
  - البنك الآسيوي للتنمية
  - المركز الأسترالي للبحوث الزراعية الدولية
  - بنك كيشافارزي
  - مؤسسة البحار للصناعات
  - بنك دبي الإسلامي
  - بلدية دبي
  - دوبونت الدولية
  - وزارة الخارجية الهولندية
  - الاتحاد الأوروبي
  - منظمة الأغذية والزراعة للأمم المتحدة
  - مؤسسة GRM للاستشارات
  - الوكالة الدولية للطاقة الذرية
  - مركز بحوث التنمية الدولية
  - الصندوق الدولي للتنمية الزراعية
  - المعهد الدولي لبحوث الأرز
  - المعهد الدولي لإدارة المياه
  - جامعة الملك عبدالله للعلوم والتقنية
  - الهيئة العامة للاستثمار
  - مصدر
  - وزارة الزراعة والثروة السمكية في عمان
  - نخيل
  - الأكاديمية الوطنية للعلوم والمهارات
  - شركة الروبيان الوطنية
  - صندوق أوبك للتنمية الدولية
  - شركة تنمية نفط عمان المحدودة
  - شركة شل العالمية
  - الوكالة السويدية للتعاون الإنمائي الدولي
  - الوكالة الأمريكية للتنمية الدولية
  - البنك الدولي[5]